# Libanesisch-syrische Beziehungen
Die Libanesisch-syrischen Beziehungen sind historisch stark angespannt und belastet. Der Libanon wurde von Syrien traditionell als Teil von Großsyrien betrachtet. Nach dem Ersten Weltkrieg teilte das Völkerbundmandat für Syrien und Libanon das osmanische Syrien unter französischer Kontrolle auf, was schließlich zur Gründung der Nationalstaaten Libanon und Syrien führte. Mitte der 1970er Jahre, als der libanesische Bürgerkrieg ausbrach, an dem Muslime, Christen und Palästinenser beteiligt waren, nutzte Syrien die Situation, um seinen Einfluss in der Region auszuweiten, und begann mit der syrischen Besetzung des Libanon. Der große Einfluss in der libanesischen Politik und die Präsenz syrischer Truppen im Land hielt bis zur Zedernrevolution im Jahr 2005 an. Diese begann, als der libanesische Ministerpräsident Rafiq al-Hariri bei einem Attentat ermordet worden war, an dem Syrien beteiligt gewesen sein soll. Auf internationalen Druck musste Syrien daraufhin seine Truppen aus dem Libanon abziehen. 2008 nahmen beide Länder schließlich erstmals offizielle diplomatische Beziehungen auf.
Nach dem Beginn des Bürgerkriegs in Syrien von 2011 bis 2024 nahm der Libanon knapp 1,5 Millionen Flüchtlinge aus dem Nachbarland auf.

## Geschichte

### Osmanische Zeit

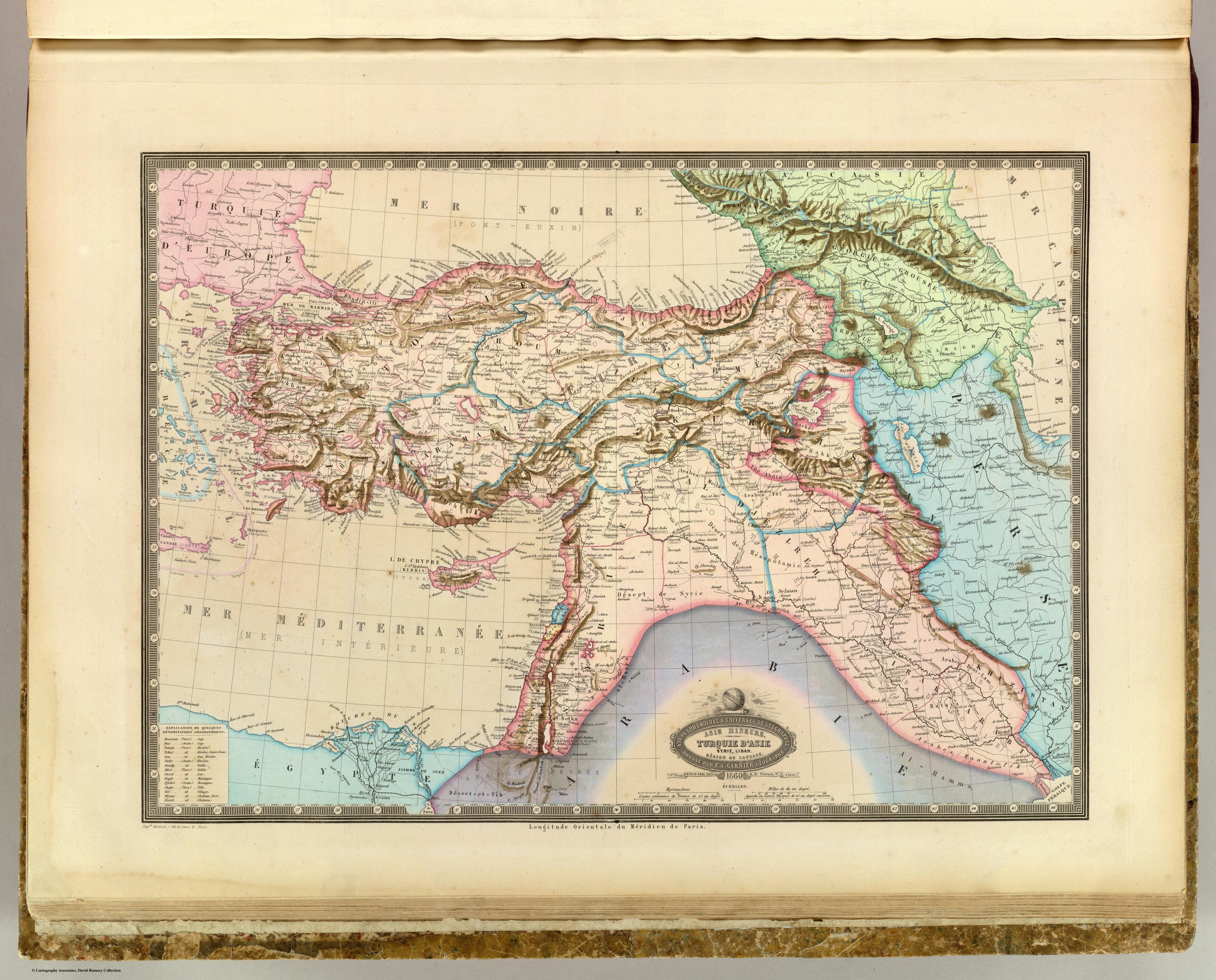
Karte von 1862, die das osmanische Syrien zeigt

Das osmanische Syrien bestand aus Syrien, dem Libanon, Palästina und Jordanien. In den 1830er Jahren konnten Europäer über die blühende Hafenstadt Beirut mit Großsyrien Handel treiben. Im Osmanischen Reich genoss das Libanongebirge aufgrund seiner geografischen Isolation politische Autonomie vom Zentrum in Istanbul. Bestimmte religiöse Minderheiten innerhalb des Osmanischen Reiches, darunter die Drusen und die maronitischen Christen, siedelten wegen der Abgeschiedenheit im Libanongebirge. Es kam jedoch zu Gewalt zwischen Drusen und Maroniten im Libanon und Syrien. 1860 griffen Drusen christliche Dörfer an, und die Gewalt eskalierte in Damaskus, „wo mehrere tausend Christen massakriert und europäische Konsulate verbrannt wurden“. Während osmanische Beamte das Militär entsandten, um Damaskus zu stabilisieren, und Fuad Pascha erklärte, dass die Anstifter der Massaker bestraft werden würden, trafen sich europäische Vertreter 1861 in Damaskus, um ein Regierungssystem für den Libanonberg zu entwerfen, das die christlichen Minderheiten schützen sollte. Die Europäer einigten sich auf ein System („Mutesarriflik“), bei dem ein christlicher osmanischer Untertan von außerhalb des Libanon über den Mutesarriflik Libanonberg herrschen sollte. Dies führte zu einer weiteren Isolierung der Region des Libanongebirges von Großsyrien und der osmanischen Herrschaft im Allgemeinen, was auf Druck der europäischen Mächte erfolgte. Der Frieden hielt bis 1914 an, als der Mutesarriflik aufgelöst wurde. Während dieser Zeit des Friedens blieben die konfessionellen Spannungen jedoch bestehen.

### Völkerbundmandat Syrien und Libanon

Aufteilung des Völkerbundmandat für Syrien und Libanon

Während des Ersten Weltkriegs entwarfen die Führer der Entente Abkommen über die Aufteilung der osmanischen Gebiete nach dem Ende des Krieges. Das im Mai 1916 zwischen Frankreich und dem Vereinigten Königreich geschlossene Sykes-Picot-Geheimabkommen garantierte Frankreich die Kontrolle über die syrische Küste und eine indirekte Kontrolle über das Innere Syriens. 1920, nach dem Ende des Ersten Weltkriegs, wurde Großsyrien durch den Vertrag von Sèvres als französisches Völkerbundmandat unter die Kontrolle Frankreichs gestellt. Frankreich verstand sich als Beschützer der Christen (insbesondere der Maroniten) in der gesamten Region. Um seine Macht zu schützen, nutzte und verstärkte Frankreich die „bestehenden religiösen, ethnischen und regionalen Unterschiede innerhalb Syriens“. Eine politische Einheit würde Frankreichs militärisches und politisches Establishment in Großsyrien gefährden. Zur Strategie gehörte auch die 1920 erfolgte Schaffung des Großlibanon als ein von Syrien getrenntes Mandat. Frankreich sorgte dafür, dass die größte religiöse Gruppe im neu geschaffenen Libanon die maronitischen Christen waren. Der Rest Syriens (der zwar als einheitlicher syrischer Staat bezeichnet wurde) wurde in fünf separate politische Einheiten aufgeteilt (Staat Damaskus, Staat Aleppo, Alawitenstaat, Dschabal al-Druze und Sandschak Alexandrette), um eine syrische Nationalbewegung zu verhindern. Während die Maroniten hofften, einen christlichen Staat mit französisch geprägter Kultur zu schaffen, wollten die sunnitischen Muslime innerhalb des neu gebildeten Mandats den Libanon wieder mit Syrien zu einem Großsyrien verbinden.
Nach dem Ende der antifranzösischen syrischen Revolution 1927 erklärte sich Frankreich bereit, in beiden Ländern Wahlen abzuhalten. Obwohl der Aufstand in Syrien stattfand, hatte er Auswirkungen auf die Verfassungen sowohl im Libanon als auch in Syrien. Frankreich weigerte sich, die Grenzen des Libanon zu ändern, obwohl mehrere sunnitische Moslemführer immer noch auf eine Wiedervereinigung mit Syrien hofften. Da die sunnitischen Moslems in der libanesischen Politik ein politisches System anhand konfessioneller Linien ablehnten, bedeutete ihre anfängliche Weigerung, sich daran zu beteiligen, dass es für die Franzosen einfacher war, ein solches politisches System einzuführen. Die konfessionelle Politik, die den Muslimen schließlich eine Beteiligung an der libanesischen Regierung ermöglichte, verringerte ihren Wunsch nach einem Zusammenschluss mit Syrien. Muslime drängten jedoch weiterhin auf die Identität des Libanon als arabische Nation, während sich die Christen mit dem Mittelmeerraum identifizierten. Die Besetzung Frankreichs 1940 durch Deutschland führte zur Aussetzung der Verfassung sowohl in Syrien als auch im Libanon. Da die Mandate durch die Besatzung gefährdet waren, übte Großbritannien Druck auf Frankreich aus, damit beide Länder Wahlen abhalten durften. Gleichzeitig zielten nationalistische Bewegungen darauf ab, innerhalb der geografischen Grenzen der neu gegründeten Staaten, darunter Syrien und Libanon, „Nationen zu schaffen“. Im Libanon erkannten die Christen zunehmend die regionale arabische Identität des Libanon an, während die Muslime begannen, den Libanon als von Syrien getrenntes Land anzuerkennen. Die 1932 in Beirut gegründete Syrische Soziale Nationalistische Partei forderte dagegen einen Großsyrischen Staat, welcher Syrien und den Libanon und weitere Gebiete einschließen sollte. Panislamische und Panarabische Bewegungen forderten sogar eine Vereinigung aller arabischen Gebiete.

### Unabhängigkeit
Frankreich wurde im Westfeldzug (Mai bis Juni 1940) von der  Wehrmacht zunächst teilweise besetzt und am 11.  November 1943 vollständig.
1943 erlangten Syrien und der Libanon ihre vorläufige Unabhängigkeit von Frankreich. In der Hoffnung, bis 1946 die vollständige Unabhängigkeit und den Abzug aller ausländischen Truppen zu erreichen, verbündeten sich die nationalistischen Bewegungen mit dem Ziel, Frankreich zu vertreiben. Alle Differenzen wurden in die Zukunft verschoben; die Erlangung der Unabhängigkeit war das vorrangige Ziel. Im Palästinakrieg (1948) kämpften syrische und libanesische Streitkräfte zusammen gegen Israel und verloren. Im Süden des Libanon entstand daraufhin der Staat Israel. Zur Anerkennung der Unabhängigkeit des Libanons hatte Syrien in den 1940ern darauf bestanden, dass der neue libanesische Staat nicht als Brücke für die Destabilisierung von Damaskus genutzt werden sollte. Die anhaltende israelische Militärpräsenz an seiner Grenze war deshalb ein Sicherheitsproblem für Syrien, besonders seit der israelischen Annexion der Golanhöhen nach der arabischen Niederlage im Sechstagekrieg (1967). Die Beziehungen zwischen Syrien und dem Libanon blieben angespannt, da der genaue Grenzverlauf nicht festgelegt wurde und Libanon als Basis für Intrigen, Verschwörungen und Destabilisierungsaktionen gegen Syrien diente.

### Libanesischer Bürgerkrieg und syrische Intervention

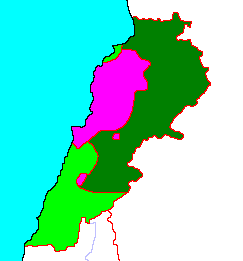
Kontrolle über den Libanon 1976:
Syrien
Maronitische Gruppen
PLO

Die komplizierte innenpolitische Situation im Libanon zwischen sunnitischen und schiitischen Muslimen, maronitischen Christen und Drusen wurde die Ankunft der palästinensischen PLO im Libanon nach ihrer Ausweisung aus Jordanien nach dem Schwarzen September (1970–1971) noch unübersichtlicher. Mehrere Faktoren, darunter konfessionelle Spannungen und die Ansiedlung palästinensischer Flüchtlinge im Südlibanon, trugen zu den Anfängen des libanesischen Bürgerkriegs 1975 bei. Syriens Diktator Hafiz al-Assad wollte das Entstehend eines christlichen prowestlichen Staates im Libanon verhindern und gleichzeitig eine Dominanz der PLO verhindern, welche ihn in einen erneuten Krieg mit Israel verwickeln und ihm seine eigene Machtposition hätte streitig machen können.
1976 entsandte Assad Truppen in den Libanon, um die PLO-Kräfte zu bekämpfen, die im Libanon so stark geworden waren, dass Assad sich bedroht fühlte. Die USA unter US-Außenminister Henry Kissinger förderten das syrische Engagement im Libanon. Dies führte zu einer Eskalation der Kämpfe, bis später im Jahr ein Waffenstillstandsabkommen geschlossen wurde, das die Stationierung syrischer und anderer arabischer Truppen im Libanon unter einem Mandat der Arabischen Liga ermöglichte. Diese Truppen, die als Arab Deterrent Force bekannt wurden, sollten den Konflikt zwischen den Libanesen und den Palästinensern beenden. Da syrische Truppen die Mehrheit der Arab Deterrent Force bildeten, war es de facto eine syrische Besatzungsarmee.
Nachdem die PLO zurückgedrängt worden war, begannen im November 1978 Kämpfe zwischen christlichen Milizen und den Syrern, die einen israelfreundlichen Staat im Libanon unbedingt verhindern wollten. Syrien verlegt Boden-Luft-Raketen in das Bekaa-Tal, was 1982 die israelische Besatzung des Südlibanon auslöste. Nach der Einnahme von Beirut durch israelische Truppen zog die PLO nach Tunis um. Israel installierte den christlich-maronitischer Milizenführer Bachir Gemayel als Präsident in Beirut, der ein Friedensabkommen mit Israel schließen wollte. Der syrische Geheimdienst ließ Gemayel deshalb am 14. September 1982 ermorden. Sein Bruder Amin Gemayel schloss 1983 einen Vertrag mit Israel ab, welcher die israelische Position im Libanon stärkte. Gemayel verhandelte mit den Israelis unter der Schirmherrschaft der Vereinigten Staaten (die zusammen mit Großbritannien, Frankreich und Italien als multinationale Truppe im Libanon präsent waren). Die ausländische Präsenz wurde jedoch vom syrischen Regime, der Hisbollah und dem Iran untergraben und bekämpft, die neben anderen Terroranschlägen auch hinter dem Bombenanschlag auf die US-Botschaft in Beirut 1983 und dem Anschlag auf die multinationalen Streitkräfte im Libanon am 23. Oktober 1983 vermutet wurden. Nach den Anschlägen zogen sich die westlichen Kräfte aus dem Land zurück. Durch seine Unterstützung der antimaronitischen bewaffneten Oppositionsgruppen konnte Syrien seine Kontrolle über große Teile des Libanons konsolidieren.
1988 wollte Syrien seinen Kandidaten Michel Daher als neuen Präsidenten installieren. 15 Minuten vor Ende seiner Amtszeit ernannte Gemayel  jedoch den christlichen General Michel Aoun, den damaligen Befehlshaber der libanesischen Armee, zum Ministerpräsidenten eines Übergangskabinetts, obwohl dieser laut Verfassung eigentlich sunnitischer Muslim sein sollte. Aoun startete einen „Befreiungskrieg“ gegen die syrischen Streitkräfte im Land, wobei er von Iraks Saddam Hussein unterstützt wurde, welcher sich für die Unterstützung des Irans durch Syrien während des Iran-Irak-Kriegs rächen wollte. Aoun führte Angriffe gegen syrische Truppen an, die zu schweren Opfern unter der Zivilbevölkerung führten. Er konnte die syrischen Truppen jedoch nicht besiegen oder aus dem Land vertreiben. Der libanesische Bürgerkrieg endete schließlich mit dem Abkommen von Taif vom 22. Oktober 1989, bei dessen Aushandlung Saudi-Arabien, Syrien und die USA beteiligt waren. Das Friedensabkommen erkannte den syrischen Einfluss im Land an und gab dem Land eine wichtige Rolle als Sicherheitsgarant.

### Anhaltender syrischer Einfluss im Land nach 1991

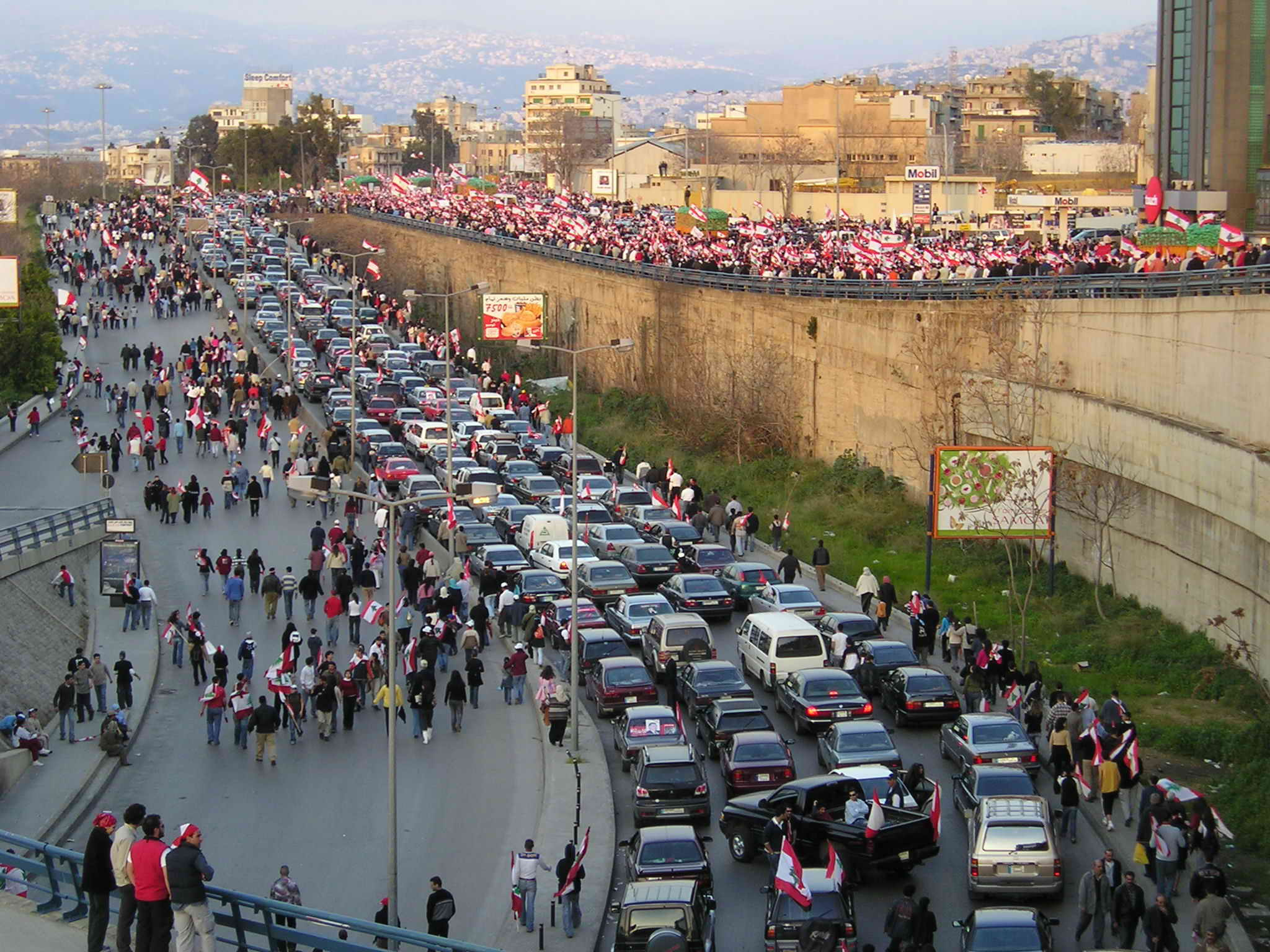
Demonstrationen während der Zedernrevolution (2005)

Auch dank der syrischen Unterstützung der USA im Zweiten Golfkrieg gegen den Irak von Saddam wurde den Syrern im Libanon von den USA weitgehend freie Hand gegeben. 1991 schlossen der Libanon und Syrien einen „Vertrag über Brüderlichkeit, Kooperation und Koordination“ ab, welcher Syrien Einfluss auf die libanesische Außen-, Verteidigungs- und Sicherheitspolitik gab und Syrien zur „Schutzmacht“ gegenüber Israel machte. Syrische Truppen verblieben weiterhin auf libanesischem Staatsgebiet stationiert. Zwischen 1991 und 2005 übte Syrien eine nahezu „totale Kontrolle“ über die Außen- und Innenpolitik aus und band die wichtigen Spieler der libanesischen Politik über Klientelbeziehungen und Bestechung an sich. Syrien kontrollierte die Wirtschaft des Nachbarlandes und Geschäftsleute mit Kontakten zum syrischen Geheimdienst machten große Vermögen durch Schmuggel und die Kontrolle über die Häfen des Libanons. Gegenüber Israel baute Syrien die schiitische Hisbollah auf, welche mit dem alawitischen Assad-Regime verbündet war und Waffen aus dem Iran erhielt.
Die Ermordung von Rafiq al-Hariri und 21 weiteren Personen im Jahr 2005 führte zu dem Verdacht, dass die syrische Regierung bei seinem Tod eine Rolle spielte, da Hariri gegen eine syrische Einmischung in die libanesische Politik war. Syrien bestritt jede Beteiligung am Anschlag, ein unabhängiger UN-Bericht machte jedoch syrische und libanesische Geheimdienstkreise für den Anschlag verantwortlich. Die Ermordung löste Massenproteste gegen die anhaltende syrische Militärpräsenz im Land aus, welche ein Jahr davor mit der Resolution 1559 des UN-Sicherheitsrates verurteilt worden war. Auf internationalen Druck musste Syrien schließlich nach knapp 30 Jahren seine Truppen aus dem Libanon abziehen. Die pro-syrische Regierung unter Omar Karami wurde aufgelöst, damit war das Hauptziel der Revolution erreicht. Die Attentatsserie riss im Verlauf des Jahres allerdings nicht ab, ihr fielen noch weitere anti-syrische Politiker und Journalisten zum Opfer. Die starke Präsenz des syrischen Nachrichtendienstes blieb erhalten und das Assad-Regime behielt enge Beziehungen zur Hisbollah und verschiedenen Fraktionen der libanesischen Politik. Die bald darauf folgenden Angriffe der Hisbollah auf Israel führten zum Libanonkrieg 2006.

### Syrischer Bürgerkrieg ab 2011
Während der Proteste in Syrien gegen die Regierung al-Assad kam es im Februar 2012 bei einem Übergriff des syrischen Bürgerkriegs zu Zusammenstößen in Tripoli (Libanon), wobei drei Menschen ums Leben kamen. Durch den Bürgerkrieg wurde die syrisch-libanesische Grenze destabilisiert, wie während des Aufstands in Arsal (2014). Durch den syrischen Bürgerkriegs nahm auch der Schmuggel zwischen beiden Seiten der Grenze zu, vor allem an den illegalen Grenzübergängen, und zwar von Waffen, Brennstoffen, Mehl, subventionierten Waren und Devisen. Insgesamt 1,5 Millionen Syrer flohen vor dem Bürgerkrieg in den Libanon. 2022 waren 840.000 Syrer beim Flüchtlingshilfswerk der Vereinten Nationen registriert, wobei jeder fünfter Einwohner damit ein Flüchtling aus dem Nachbarland war. Da die wirtschaftliche Lage im Libanon schlecht ist und die Flüchtlinge keine regulären Bürgerrechte erhielten, ist ihrer Lage prekär. Die meisten sind verarmt und arbeitslos. Ihre Kinder gehen häufig nicht zur Schule.